# Asclepias purpurascens
Asclepias purpurascens là một loài thực vật có hoa trong họ La bố ma. Loài này được L. mô tả khoa học đầu tiên năm 1753.

## Tình trạng bảo tồn tại Hoa Kỳ
Nó được liệt kê có nguy cơ tuyệt chủng ở Massachusetts và Wisconsin, như lịch sử đến Rhode Island, và là một loài quan tâm đặc biệt ở Connecticut [3] và Tennessee. 

## Sử dụng
Giống như các thành viên khác của cỏ sữa, một số loài côn trùng sống trong cây này, bao gồm bướm vua (Danaus plexippus), bọ cánh cứng Tetraopes tetraophtalmus, bọ rùa lớn Oncopeltus fasciatus, bọ rùa nhỏ Lygaeus kalmii và bọ cánh cứng Labidomera clivicollis. Các loài côn trùng và côn trùng khác ăn mật hoa.
Loài này đôi khi được trồng trong các khu vườn được thiết kế để thu hút bướm, nhưng ít phổ biến hơn so với Asclepias incarnata hoặc cỏ dại màu cam Asclepias tuberosa. Mật hoa của cây cũng thu hút nhiều loài bướm và côn trùng khác.

## Hình ảnh

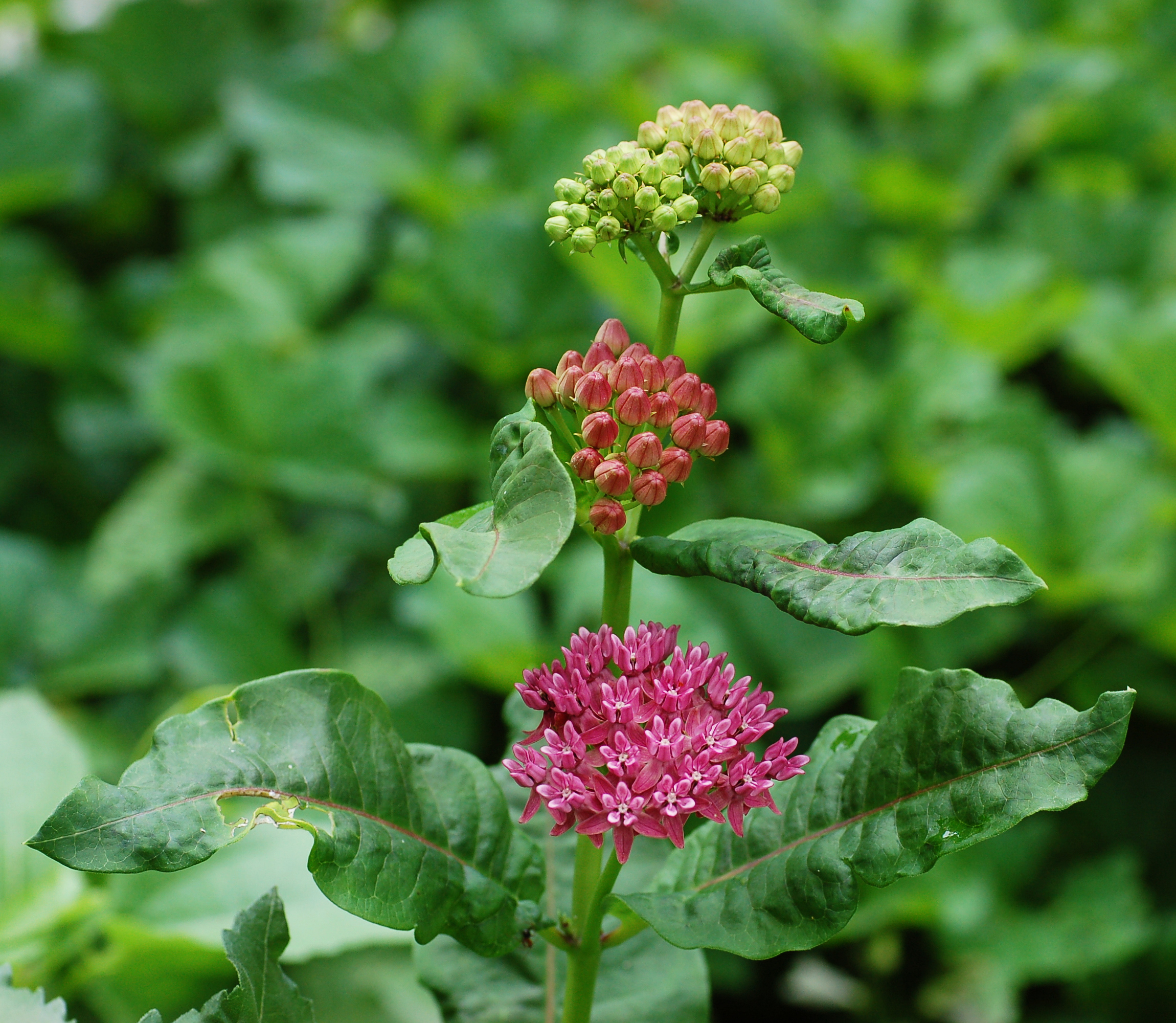
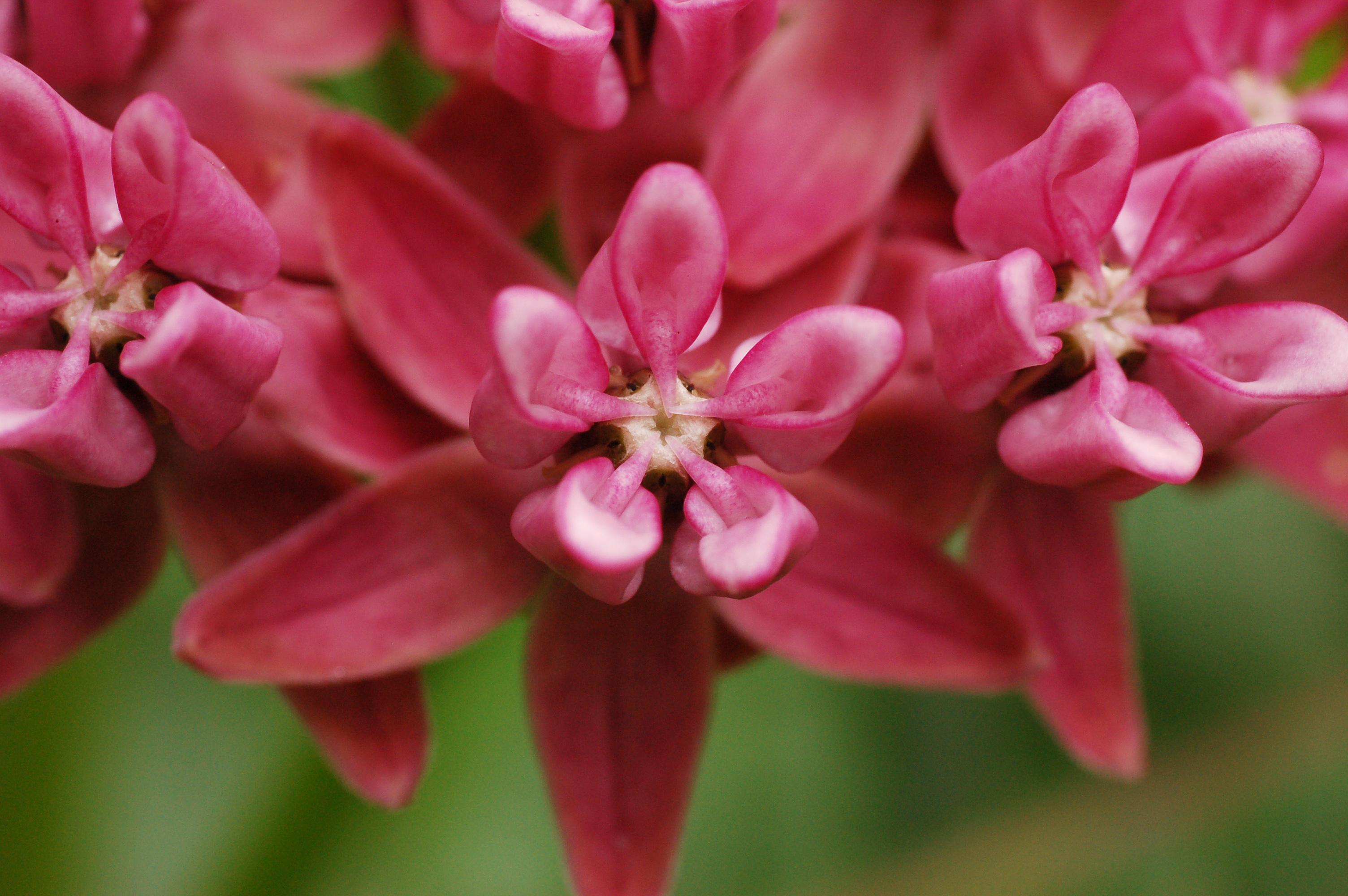
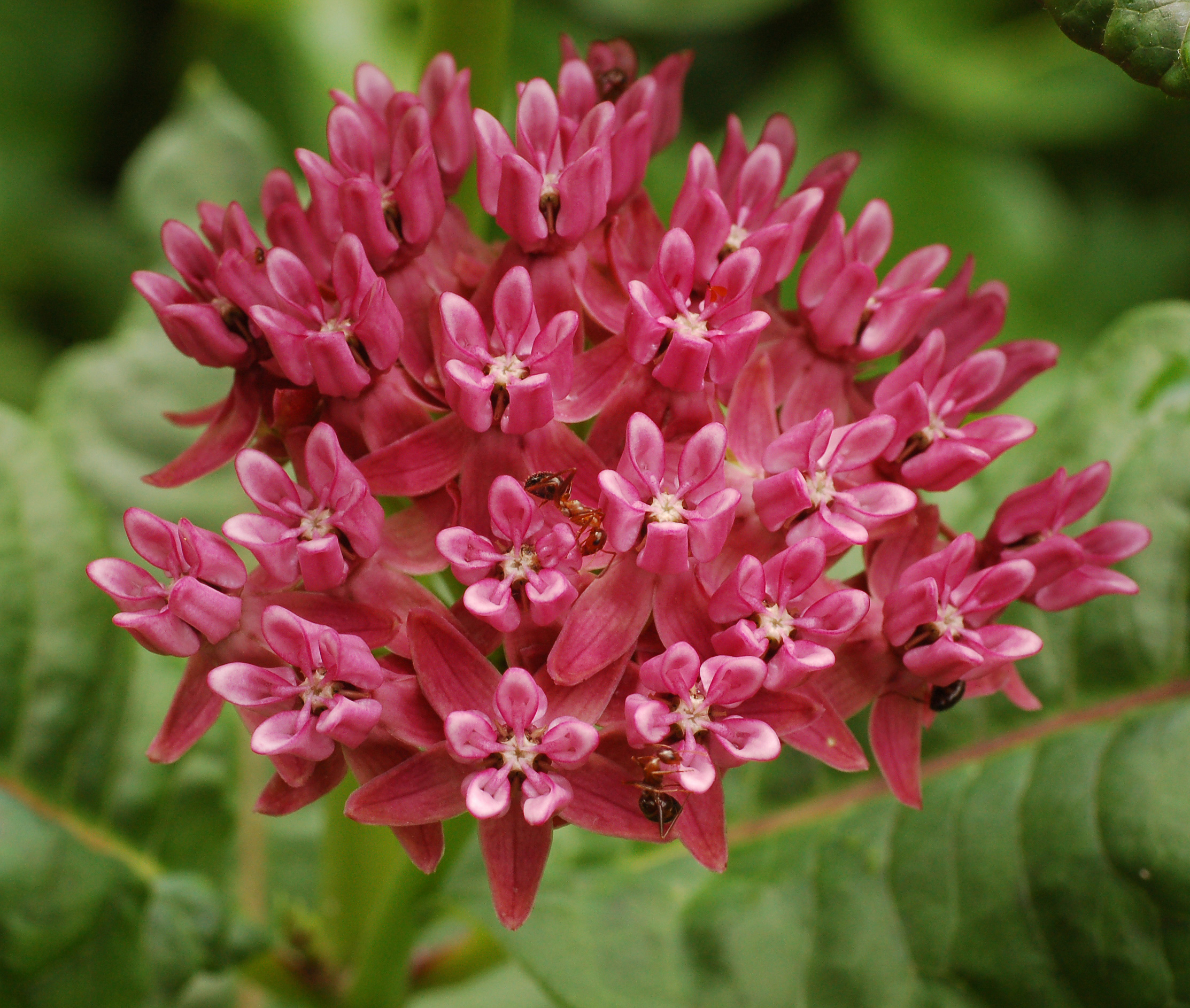
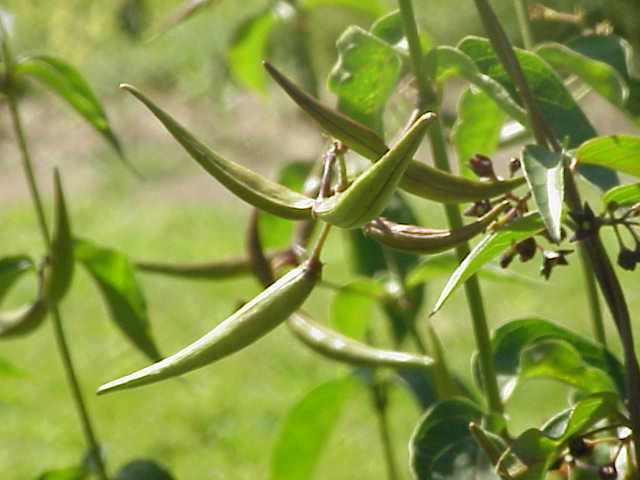